# Prix Louis Le Bourg
Prix Louis Le Bourg är ett montélopp för fyraåriga hingstar och ston som äger rum i februari på Hippodrome de Vincennes i Paris i Frankrike. Det är ett Grupp 2-lopp, man måste minst ha sprungit in 15 000 euro för att få starta. Den samlade prissumman 120 000 euro, varav 54 000 euro i förstapris.

## Vinnare
| År   | Häst               | Far               | Kusk               | Tränare                 | Tid/km |
| ---- | ------------------ | ----------------- | ------------------ | ----------------------- | ------ |
| 2025 | Little Orelie      | Feeling Cash      | Mathieu Mottier    | Mathieu Mottier         | 1'13"7 |
| 2024 | Kyrielle des Vaux  | Rolling d'Héripré | Guillaume Lenain   | Charley Mottier         | 1'13"5 |
| 2023 | J'Adore            | Goetmals Wood     | Alexis Collette    | Pierre Belloche         | 1'13"5 |
| 2022 | Indigo du Poret    | Dollar Macker     | Éric Raffin        | Yannick Alain Briand    | 1'13"8 |
| 2021 | Hallix             | Roc Meslois       | Éric Raffin        | Guillaume Gillot        | 1'13"6 |
| 2020 | Grace de Fael      | Sam Bourbon       | Alexandre Abrivard | Jean-Philippe Raffegeau | 1'13"9 |
| 2019 | Freeman de Houelle | Vigove            | Yoann Lebourgeois  | Franck Leblanc          | 1'14"0 |
| 2018 | Everly             | Quarlos           | Antoine Dabouis    | Michel Dabouis          | 1'14"7 |
| 2017 | Durzie             | Jag de Bellouet   | Alexandre Abrivard | Laurent-Claude Abrivard | 1'15"6 |
| 2016 | Canadien d'Am      | Ready Cash        | Mathieu Mottier    | Franck Leblanc          | 1'14"1 |
| 2015 | Bikini des Molands | Gai Brillant      | Anthony Dollion    | Anthony Dollion         | 1'15"3 |
| 2014 | A Nous Deux        | Goetmals Wood     | Nathalie Henry     | Ronny Kuiper            | 1'15"3 |
| 2013 | Valse Castelets    | Memphis du Rib    | David Thomain      | Joël Hallais            | 1'14"7 |
| 2012 | Un Team de Nacre   | First de Retz     | Éric Raffin        | Vincent Lacroix         | 1'15"1 |
| 2011 | Tequila Cocktail   | Coktail Jet       | Franck Nivard      | Franck Leblanc          | 1'14"8 |
| 2010 | Saphir d'Haufor    | Jag de Bellouet   | Damien Bonne       | Christian Bigeon        | 1'15"5 |
| 2009 | Rex Normanus       | Latinus           | Yoann Lebourgeois  | Paul Viel               | 1'15"1 |
| 2008 | Quartz de Calendes | Eclair de Vandel  | Pierre Yves-Verva  | Christopher Nicole      | 1'15"6 |